# أكاديمية أوناريوس للعلوم
أوناريوس هي منظمة غير ربحية، تأسست عام 1954 في لوس أنجلوس، كاليفورنيا، ويقع مقرها الرئيسي في إلكاهون، كاليفورنيا. تزعم المنظمة أنها تسعى إلى تطوير "علم جديد للحياة متعدد الأبعاد" يعتمد على مبادئ الفيزياء "الرباعية الأبعاد". توجد مراكزها في كندا ونيوزيلندا ونيجيريا والمملكة المتحدة ومواقع مختلفة في الولايات المتحدة.
أوناريوس هو اختصار لـ "الفهم الشامل المفصل متعدد الأبعاد للعلوم". نشرت المؤسسة كتبًا مليئة بأطروحات موجهة من كائنات ذكية متقدمة مزعومة موجودة على مستويات تردد أعلى في أكثر من 100 مجلد منذ عام 1954.

## التاريخ
تأسست المجموعة في فبراير 1954 في لوس أنجلوس، كاليفورنيا على يد إرنست نورمان (1904-1971)، وزوجته روث نورمان (1900-1993).
في الفترة ما بين 1954 و1971، عندما كان إرنست نورمان لا يزال يسيطر على المنظمة، حددت المنظمة "المهمة" على أنها شرح وتعزيز علم الحياة متعدد الأبعاد في الكتب التي كتبها. وقال إنه قام بنقل هذه المادة عبر اتصالاته النفسية مع كائنات ذكية خارج كوكب الأرض.
في الفترة ما بين 1972 و1993، وفي ظل إشراف روث نورمان، نمت المنظمة وحظيت بشهرة عامة متزايدة. حيث قامت ببناء استوديو لإنتاج الفيديو في أواخر السبعينيات. بدأت إنتاجات الفيديو الخاصة بـ أوناريوس في الظهور على محطات التلفزيون الكبلي المتاحة للجمهور في جميع أنحاء الولايات المتحدة. في عام 2000، صرحت ديانا تومينيا أنه في العديد من المدن في جنوب كاليفورنيا، قامت القنوات العامة المحلية بعرض عروض أسبوعية لأفلام أوناريوس.
بعد وفاة روث نورمان في عام 1993، أصبح تشارلز لويس سبيجل (المعروف أيضًا باسم أنتاريس) مديرًا، وهو المنصب الذي احتفظ به حتى وفاته في 22 ديسمبر 1999. منذ وفاة روث في عام 1993، عانت المنظمة من صعوبات، وخاصة منذ عام 2001، عندما فشل هبوط أسطول فضائي كما تنبأ سبيجل في عام 1980.
يؤمن اليونياريون بخلود الروح، وأن جميع الناس تجسدوا مرات عديدة. ويعتقدون أيضًا أن النظام الشمسي كان مأهولًا في وقت ما بحضارات كوكبية قديمة.
ويقال إن الكائنات الفضائية هي "كائنات بشرية" عاشت على الأرض وعلى كواكب أخرى خارج النظام الشمسي. ويقال أنهم أكثر تقدمًا من البشر، روحياً وعلمياً.
في كتابه "الحقيقة حول المريخ"، ادعى إرنست أن الصينيين تطوروا من المهاجرين بين النجوم القدماء الذين بدأوا استعمار المريخ منذ مليون عام. ويقال إنهم عادوا إلى المريخ، حيث يعيشون في مدن تحت الأرض، بعد تعرضهم للهجوم من قبل سكان الأرض الأصليين، فانفصلت منهم مجموعة، وتفرعت هذه المجموعة وشكلت الأنماط الجينية العرقية الآسيوية المختلفة.

## الحواشي
1. ↑  Lewis، James R، المحرر (2003). Encyclopedic sourcebook of UFO religions. New York, 2003: Prometheus Books. ص. 191–207. Chapter 10 by John A. Saliba "UFOs and religion: a case study of Unarius Academy of Science" p192. ISBN:1-57392-964-6.{{استشهاد بكتاب}}:  صيانة الاستشهاد: مكان (link)
2. ↑  Partridge، Christopher، المحرر (2003). UFO Religions. Routledge. ص. 65, Chapter 3, Diana Tumminia "When the Archangel died: from revelation to routinisation of charisma in Unarius".
3. ↑  Tumminia، Diana (2005). When prophecy never fails: myth and reality in a flying saucer group. New York: Oxford University Press. ص. 164.
4. ↑  Lewis، James R، المحرر (2003). Encyclopedic sourcebook of UFO religions. New York: Prometheus Books. ص. 191, Chapter 10, John A Saliba, "UFOs and religion: a case study of Unarius Academy of Science".
5. ↑  Kinane، Karolyn and Michael J. Ryan, editors (2009). End of days: essays on the apocalypse from antiquity to modernity. McFarland, Incorporated, Publishers. ص. 334, Benjamin E. Zeller "Apocalyptic thought in UFO-based religions". ISBN:978-0-7864-4204-1. {{استشهاد بكتاب}}: |الأول= باسم عام (مساعدة)صيانة الاستشهاد: أسماء متعددة: قائمة المؤلفين (link)
6. ↑  Tumminia، Diana (2007). Alien worlds: social and religious dimensions of extraterrestrial contact. ص. 80.
7. ↑  Partridge، Christopher، المحرر (2004). Encyclopedia of new religions: new religious movements, sects and alternative spiritualities. ص. 396, Diana Tumminia.
8. ↑  Lewis، James R.، المحرر (1995). The gods have landed: new religions from other worlds. ص. 102, Chapter 4, Diana Tumminia and R. George Kirkpatrick "Unarius: emergent aspects of an American flying saucer group".
9. ↑  Clarke، Peter B. editor (2006). Encyclopedia of new religious movements. ص. 588. {{استشهاد بكتاب}}: |الأول= باسم عام (مساعدة)
10. ↑  Lewis، James R.، المحرر (2000). UFOs and popular culture: an encyclopedia of contemporary myth. ABC-CLIO1. ص. 301, Diana Tumminia. ISBN:1-57607-265-7.
11. ↑  Lewis، James R.، المحرر (2000). UFOs and popular culture: an encyclopedia of contemporary myth. ABC-CLIO1. ص. 301, Diana Tumminia. ISBN:1-57607-265-7.Lewis, James R., ed.
12. ↑  Noriyuki، Duane (7 أبريل 1997). "Age of Unarius; El Cajon Group Believes UFOs are Coming to Them in 2001". Los Angeles Times. مؤرشف من الأصل في 2013-01-31. اطلع عليه بتاريخ 2012-09-24.

## روابط خارجية
- الموقع الرسمي